# Bergdorf (Landkreis Coburg)
Bergdorf war eine Gemeinde im Landkreis Coburg, Oberfranken, Bayern.

## Geschichte
Die Gemeinde entstand am 1. Juli 1968 durch den Zusammenschluss der bis dahin selbständigen Gemeinden Brüx, Höhn, Rüttmannsdorf und Weimersdorf sowie des bis dahin gemeindefreien Gebietes Brüxer Forst. Zum 1. Januar 1974 bekam die Gemeinde außerdem 74,471 Hektar des gemeindefreien Gebietes Mönchrödener Forst zugesprochen. In einer geheimen Abstimmung hatten sich die Bürger der Gemeinden am 1. Mai 1968 für den Ortsnamen Bergdorf entschieden.
Am 1. Mai 1978 wurde die Gemeinde aufgelöst und in die Stadt Neustadt bei Coburg eingegliedert.